# Thomas Mante
Thomas Mante né à Havant (Hampshire) en 1733 et décédé à Londres en 1802, est un militaire, historien et écrivain militaire anglais, espion à la solde des gouvernements britanniques et français. Avant 1773, il utilisait l'orthographe « Thomas Mant » puis « de Mante » pendant son séjour français.

## Biographie
D'origine huguenote, Thomas Mante commence sa carrière militaire dans les Royal Marines entre 1756 et 1762, avant de participer aux combats contre les Français dans les Caraïbes. À la fin de la guerre de Sept Ans, il rejoint le 77e régiment d'infanterie et prend part au siège de La Havane en tant qu'ingénieur adjoint, puis en 1762 à une mission en province de New York. Après la dissolution de son régiment, il se joint à la campagne de 1763 menée par Henri Bouquet dans le cadre de la guerre de Pontiac. En 1764, il est affecté à l'expédition menée par John Bradstreet, en tant que major de brigade, dans le cadre du siège du Fort Detroit.
Cette même année, Mante est envoyé à Londres, où il est tenu pour l’auteur d’un plan de 1765 visant à établir une colonie britannique à Détroit, projet qui est toutefois rejeté. Endetté et en conflit avec ses mécènes, les gouverneurs Bradstreet et Charles Gould, il s'engage dans les services de renseignement britanniques au début des années 1770, en partie grâce à ses liens avec John Robinson, secrétaire du Trésor. Cependant, il est également sous l'influence de Jean-Charles-Adolphe Grant, baron de Blairfindy, qui l'enrôle comme espion pour surveiller les Français dès 1769. En 1771, il se familiarise avec la langue française en entreprenant la traduction d'un traité de tactique de Joly de Maïzeroy. Le comte de Guines, ambassadeur de France à Londres, ayant une haute opinion de ses capacités l'emploi comme agent, probablement en 1772 et dont il reçoit les propositions, en mars 1773, d'un « livre relatif a la Marine d'Angleterre ». En juin 1773, il est au service des Anglais et des Français pendant les manœuvres de la flotte anglaise à Portsmouth.
Après de nombreuses traversées de la Manche, il s'installe à Dieppe où il tente de se rapproche du gouvernement français. En tant que major de brigade, Mante joue un rôle central dans les préparatifs d'une opération militaire visant à attaquer Dieppe. Résidant dans la ville depuis un an, il est chargé de diriger une expédition destinée à capturer les quatre mille marins qui y vivent, afin de retarder l’armement naval français. Cette mission implique la mobilisation de huit bataillons et d’un régiment de dragons, rassemblés à Shoreham avant d'embarquer sur des navires de transport.
Les soupçons sur le rôle de Mante en tant qu'agent double sont portés à l'attention des Britanniques en 1774, et il cesse de recevoir ses paiements de la part des autorités anglaises. En novembre 1776, Mante se rend à Paris et, cherchant à se faire connaître des autorités françaises, il présente au ministre des Affaires étrangères Vergennes une méthode innovante de purification du sel. Après une analyse chimique, cette proposition est jugée peu convaincante.
Mante prétend avoir obtenu la citoyenneté française et le titre de comte, bien que ces affirmations ne soient pas confirmées. Son intégration en France soulève rapidement des doutes, notamment lorsqu’il obtient la terre de Torcy en Normandie pour y élever trois mille moutons importés d’Angleterre, dans l’objectif de vendre les agneaux à prix fixe dans les comtés voisins. L’affaire attire l'attention de Paul Wentworth, maître espion britannique, qui envoie l'information à Londres en indiquant que le contact de Mante en Angleterre serait un certain William Hicks, propriétaire de l'hôtel Old Ship de Brighton. En outre, l'ambassadeur de France à Londres, le marquis de Noailles, exprime des préoccupations à Vergennes concernant la présence de Mante à Dieppe. Le ministre français, déjà méfiant à son égard, confirme ces inquiétudes. Cependant, Mante poursuit son utopie agronomique et réclame la concession de terres près de Dieppe et proche de la forêt d'Eawy. 
À la fin de l’année 1777, Mante, alors connu sous le nom de « de Mante », devient à nouveau une cible pour les services de renseignement britanniques. Wentworth rapporte qu'il bénéficierait de la protection du duc de Richmond et qu'il aurait transmis aux Français des cartes détaillées des côtes du Sussex et du Kent, des régions susceptibles de devenir des cibles pour une attaque.

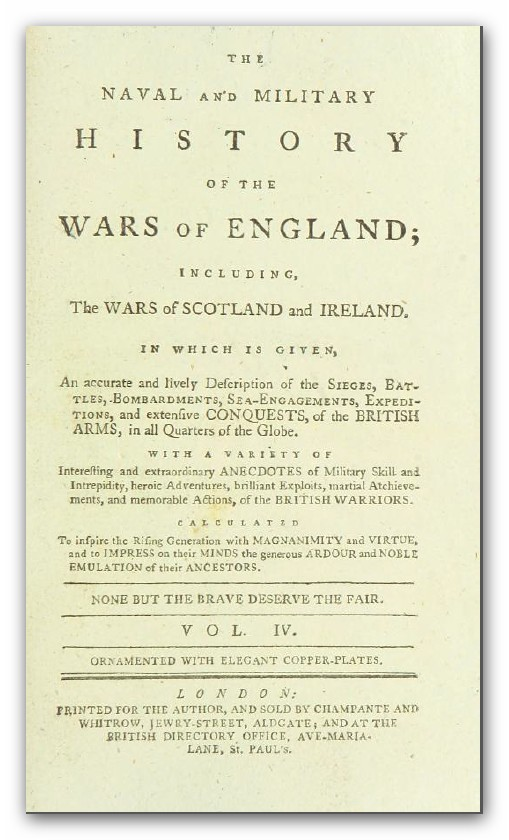

En mars 1778, Mante informe le duc de Richmond que les autorités françaises l'ont arrêté, une issue qu'il juge inévitable. Du côté britannique, il présente son arrestation comme une affaire politique, tandis qu'en France, notamment auprès de Benjamin Franklin et des autorités locales, il explique qu’il était chargé de la gestion d’un domaine en Bretagne par le comte de Boisgelin. Cependant, il n’aurait reçu que 166 des trois mille moutons promis, ce qui aurait poussé Boisgelin à ordonner son emprisonnement par lettre de cachet. Mante est incarcéré à Saint-Germain, où il est placé au secret pendant plusieurs semaines, avant d’être transféré à For-l’Évêque, prison parisienne des comédiens et des débiteurs. Pendant son incarcération, il cherche à obtenir l'aide de Benjamin Franklin et s'occupe de traduction dont celle du Tableau raisonné des principes de l'économie politique de Dupont. 
Sa libération au début de l’année 1781 ne change en rien sa précarité. Mante, installé à Sceaux, relance un appel désespéré à Franklin en offrant ses services à la cause américaine, mais il n'existe aucune preuve que cette proposition ait trouvé une réponse favorable.

Rejeté par sa famille et ses anciens amis, qui le considèrent comme un traître, Mante retourne à Londres dans une situation précaire, malade et sans ressources. Toutefois, il trouve un soutien auprès de l'éditeur londonien Thomas Hookham, qui publie ses romans Lucinda et Le Siège d'Aubigny transposition anglaise de l'ouvrage français de Louis d'Ussieux. Son œuvre la plus marquante durant cette période reste l’Histoire navale et militaire des guerres d’Angleterre (vers 1795-1807). Dans les premiers volumes, il s'appuie largement sur les écrits de David Hume et Tobias Smollett, mais dans les tomes V et VI, couvrant la période de 1714 à 1791, il mobilise sa propre expertise. La rédaction du septième volume est interrompue par sa mort, survenue vers 1802. Parallèlement, sous un pseudonyme, Mante publie dix-neuf essais intitulés Retrospect of the Eighteenth Century dans le Gentleman’s Magazine (1800-1801).